# Église Saint-Urcisse de Cahors
L’église paroissiale Saint-Urcisse de Cahors, située à proximité des rives du Lot dans la ville médiévale de Cahors, est considérée comme l’un des édifices majeurs qui témoignent de la transition de l’art roman à l’art gothique en Quercy. 
L’église est inscrite à l’Inventaire supplémentaire des Monuments historiques en septembre 1926. En 1988, l’église est finalement classée en totalité. Plusieurs objets (tableaux, bénitier, etc.) sont référencer dans la base Palissy.
Aujourd’hui, l’église, inaccessible de trois côtés à part l’ouest, est fermée au public pour des raisons de sécurité liées à l’instabilité de l’édifice.

## Histoire

### De la fondation auXVIIesiècle
Selon Guillaume Lacoste, la première église aurait été bâtie sur l’emplacement d’un édifice romain, de nombreuses médailles du Haut-Empire trouvées dans ce lieu en auraient témoigné. Cette première fondation serait initialement dédiée à saint Saturnin, premier évêque de Toulouse, qui aurait prêché à Cahors ou y aurait envoyé un de ses disciples. L’église posséderait même quelques reliques du saint. 
Dans la deuxième moitié du VIe siècle, l’église serait détruite, d’après Joseph Daymard, lors du sac de la ville par le fils de Chilpéric, Thibert. En fait, cette hypothèse, partagée également par le chanoine Eugène Sol, entre autres, s’appuie sur un passage dans la fameuse Histoire des Francs de Grégoire de Tours. Cependant, Maurice Scellès a fait remarquer, à juste titre, que le récit de Grégoire de Tours ne mentionnait que le Quercy, au lieu de la ville de Cahors elle-même. L’interprétation du contexte d’une éventuelle destruction de l’église exige donc plus de prudence.
Toujours selon Daymard, l’église aurait été reconstruite quelques années plus tard par saint Urcisse sous son épiscopat. Après la mort de ce dernier, vraisemblablement en 595, sa popularité en fit vite un saint. Cependant, il paraît qu’une association de saint Urcisse à saint Sernin dans le patronage de l’église, au plus tard à l’époque de saint Didier, est attestée dans la Vita sancti Desiderii. Parmi les sept églises de Cahors mentionnées dans le testament de l’évêque se trouve la « basilique Saint-Saturnin-et-Saint-Urcisse », qui désigne sans doute notre église. Avec le temps, cette église ne porte plus que le vocable de Saint-Urcisse, mais on n'a aucune indication pour connaître l’époque de ce changement.
Après la première mention dans la Vita, pendant des siècles, les sources écrites sont à nouveau muettes sur Saint-Urcisse jusqu’au début du XIIe siècle. Une nouvelle mention apparaît dans un cartulaire, à l’occasion d’un procès entre l’abbé de Marcilhac et le chapitre de la cathédrale de Cahors. Auparavant, l’église Saint-Urcisse appartenait à la mense du chapitre de la cathédrale ; mais au début du siècle, Géraud III de Cardaillac, évêque de Cahors, la donna à l’abbé de Marcilhac. Quelques années plus tard, des contestations apparurent parmi les chanoines, qui ne niaient pas la donation, mais prétendaient que le chapitre s’y était opposé. L’abbé de Marcilhac, Ratier, insistait pour sa part sur le fait que la donation avait été consentie avec l’assentiment du chapitre. Un arbitrage fut demandé à l’évêque d’Agen, qui donna raison au chapitre, alors qu’il paraît que l’abbé Ratier dut appeler au Saint-Siège, qui jugea en sa faveur. Néanmoins, ce différend dura jusqu’en 1188 sous l’épiscopat de Géraud IV et finit par un accord : l’église et le moulin restaient à l’abbaye de Marcilhac, contre une rente annuelle au chapitre. À défaut de paiement de cette rente, le chapitre rentrerait en possession de ses anciens droits. L’église fut ainsi érigée en prieuré de Marcilhac.
En 1285, l’église de Saint-Urcisse dépendait encore de l’abbaye de Marcilhac, ce dont le procès-verbal de la visite de Simon, archevêque de Bourges, au mois d’avril de la même année, témoigne. En 1303, tout en restant à la collation de l’abbaye de Marcilhac, l’église était gérée par Raymond de Jean, grand archidiacre de la cathédrale. À la fin du XVIIe siècle, Saint-Urcisse n’appartint plus à l’abbaye de Marcilhac et la nomination du curé de l’église revint à l’évêque.

### De la Révolution jusqu'à nos jours
Pour la période allant de la Révolution jusqu’à l’heure actuelle, l'histoire de l'église Saint-Urcisse est plutôt celle de remaniements et de restaurations.
Après la Révolution, la paroisse de Saint-Urcisse fut supprimée et réunie à celle de la cathédrale. Le 13 décembre 1791, l’église, le presbytère accolé contre la façade sud de la première, le jardin qui s’étendait depuis l’église et le presbytère jusqu’au Lot, ainsi que le cimetière entourant le presbytère au sud et à l’ouest furent vendus comme Bien national à M. Plantade, ancien curé de la même église. Depuis lors, la destination de l’église fut changée : elle devint un atelier de salpêtre puis un magasin. Cette situation dura jusqu’au concordat de 1801, après lequel M. Plantade reprit ses fonctions curiales dans l’église Saint-Urcisse en délaissant l’édifice au profit de la ville de Cahors le 25 messidor an XI, contre une pension viagère. Ainsi l’église fut-elle rendue au culte.
En 1833, une série de travaux, mais peu importants, furent entrepris dans l'église.
Au milieu des années 1860, la fabrique de la paroisse de Saint-Urcisse se vit dans l’obligation de rétablir un clocher convenable pour remplacer l’ancien, qui s’avérait insuffisant pour loger les cloches.
En 1874, le conseil de fabrique de l’église jugea nécessaire, vu l’insuffisance de ses ressources, de demander à nouveau au conseil municipal de vouloir bien faire terminer, avec les fonds de la commune, les réparations urgentes à l’extérieur de l’église . « Il s’agissait de refaire la corniche du bas-côté, partie sud, qui est en ruines ; de fermer quelques lézardes et crépir le mur, même côté ; de remanier certaines parties de la couverture ; de fermer les ouïes du clocher au moyen d’abat-vent et enfin de réparer le trottoir devant l’église. » En automne de la même année, le toit du bas-côté signalé s’effondra en partie. 
Au XXe siècle, surtout dans sa deuxième moitié, l’histoire de l’église Saint-Urcisse est marquée par trois campagnes de restaurations importantes. En mars 1927, elle subit une inondation du Lot, qui provoqua l’effondrement de la voûte de la crypte. Cette dernière fut simplement comblée et devint à cette occasion inaccessible.
La première campagne, dans le courant des années 1960, a consisté en la suppression du clocher construit au siècle dernier et à la consolidation de la façade occidentale. En fait, les contreforts ainsi que le clocher du XIXe siècle étaient légèrement en porte-à-faux, le poids du clocher et le manque de cohésion des maçonneries de l’ensemble du bâtiment menaient à l’arrachement et au basculement progressif de la façade. Par conséquent, la ville de Cahors souhaita être autorisée à démolir le clocher. Enfin, le clocher fut démoli en 1968. Les contreforts furent par contre préservés jusqu’à la hauteur du départ de l’ancien arc situé au-dessus de la rose, le pignon fut également modifié.
Sous la direction de François Corouge, architecte en chef des Monuments historiques, la deuxième campagne de restauration commença en septembre 1992. Elle avait pour but de refaire la couverture du chevet et de restaurer l’élévation est de la nef. Le fenestrage de la baie sur cette élévation fut refait, l’ancien fenestrage étant dès lors conservé dans le comble du bas-côté nord. Le chantier de travaux fut terminé au milieu de l’année suivante. 
La troisième campagne de restauration  s’ouvrit avec la nomination de l’architecte en chef des Monuments historiques Jean-Louis Rebière, en remplacement de son prédécesseur Corouge. Il essaya tout d’abord de comprendre les causes des désordres de l’église, en particulier les fissures et déformations situées dans la première travée des bas-côtés. 
En attendant une analyse plus approfondie de la stabilité du sous-sol, l’architecte commença les travaux de restauration par la stabilisation de la superstructure et la confortation des maçonneries. Ainsi, au courant de l’année 2001, deux tirants longitudinaux en fibre de carbone furent-ils aménagés à l’intérieur de la maçonnerie des murs gouttereaux, au niveau de la corniche de la nef. Des pinces en résine furent également mises en place sur les arcs doubleaux entre la première et la deuxième travée des bas-côtés. En même temps, les maçonneries les plus altérées, soit celles de la travée occidentale des collatéraux ainsi que de la nef, furent confortées par injection de coulis. 
Les derniers travaux de restauration de l’église datent de l’année 2010, pour la couverture de la nef. Pour autant, l’histoire de restaurations de Saint-Urcisse ne s’arrête pas là, comme l’indique l’architecte Rebière : il serait souhaitable d’achever de nombreux travaux tels que confortation de l’ensemble des maçonneries et restauration des couvertures, sans parler du dégagement de la crypte et des travaux à but esthétique.

## Description architecturale

### Les plans

#### Niveau du rez-de-chaussée

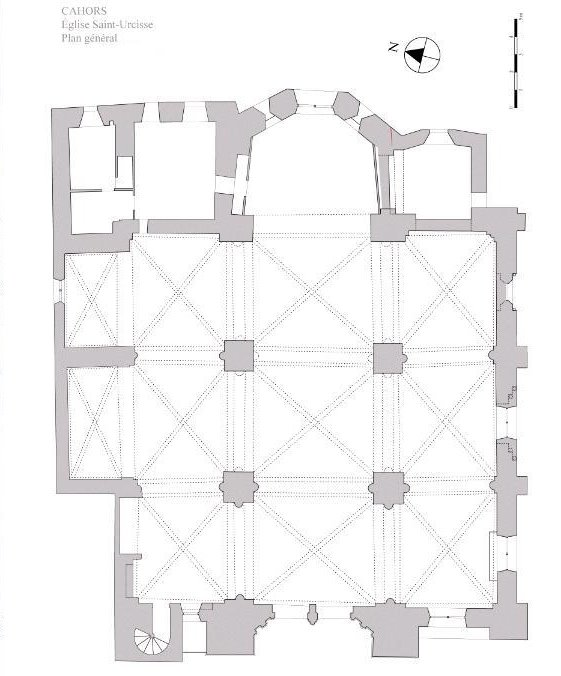
Plan général de l'église Saint-Urcisse de Cahors.

Le plan de l’église Saint-Urcisse de Cahors est relativement simple. L’édifice présente une nef de trois travées flanquée de collatéraux. Le vaisseau central, légèrement plus large que ceux-ci, précède directement le chœur terminé par une abside à trois pans, alors que les collatéraux se terminent, aujourd’hui, par des murs droits.
Au nord du sanctuaire se trouvent successivement une sacristie et une annexe. En fait, avant la Révolution, l’actuelle sacristie constituait l’une des deux chapelles qui flanquaient le chœur, alors que l’ancienne sacristie était située dans l’actuelle annexe. Du côté sud, la deuxième chapelle n’appartient plus à l’église depuis la vente des Biens nationaux en 1791, nous avons cependant l’intention de l’intégrer dans notre étude, car elle fait partie de l’église médiévale. La communication entre les chapelles et le chœur, tous voûtés en berceau brisé, était assurée par les arcades aménagées dans les murs latéraux de ce dernier. 
Deux chapelles latérales sont ouvertes sur la deuxième et la troisième travée du bas-côté nord, elles sont voûtées sur croisée d’ogives, comme la nef et les collatéraux. 
L’accès à l’église se fait par le portail ouvert au milieu de la façade ouest. Un portail jadis aménagé dans la deuxième travée du bas-côté sud, ainsi qu’un autre, de taille plus modeste, dans la première travée du même côté, sont actuellement bouchés. Par ailleurs, l’extrémité nord de la façade occidentale présente une tour d’angle, tandis qu’à l’angle sud-est de l’édifice existe une simple tourelle sur contrefort.
Les murs latéraux du chœur, parallèles,et l’abside de plan polygonal se raccordent en fait en biais.
Il y a aussi, un orgue liturgique, de la maison "ALHORN", sans, buffets, sans, tuyaux, comportant, deux claviers et un pédalier, à l'américaine, dont, nous ne parlons jamais.

#### Niveau des combles des bas-côtés

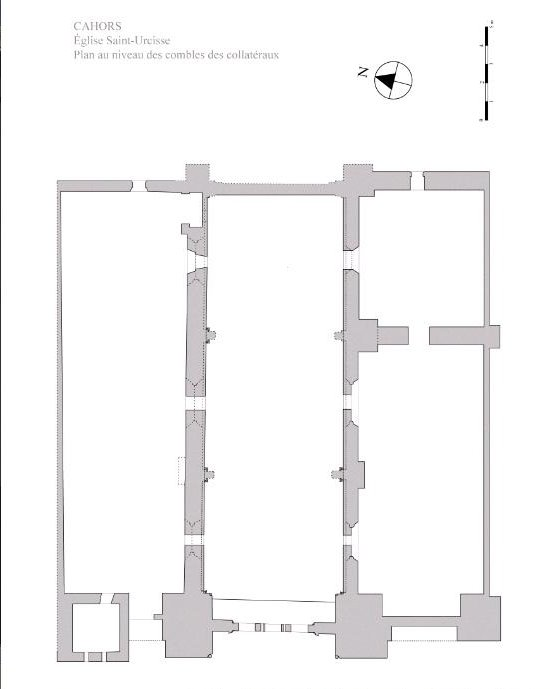
Plan au niveau des combles des bas-côtés de Saint-Urcisse.

Le plan du niveau des combles des bas-côtés garde les dispositions générales du niveau du rez-de-chaussée sur lequel il est établi. Au-dessus du voûtement des bas-côtés est entassée une quantité considérable de décombres issus des remaniements au cours des siècles. 
L’escalier en vis de la tour nord, par exhaussement du XIXe siècle, débouche directement dans les combles du bas-côté nord. À l’angle sud-est de ceux-ci est aménagé un espace rectangulaire dans lequel une baie, aujourd’hui bouchée, était ouverte sur la nef. Sa destination paraît difficile à préciser. Dans les combles du collatéral sud présentent des vestiges d’un mur au droit des contreforts entre la deuxième et la troisième travée.
Les combles de la nef, restaurés en 2010, sont cependant inaccessibles pour des raisons de sécurité, malgré la présence d’une ouverture en ciment récemment créée dans la partie supérieure du mur gouttereau septentrional de la nef, l’accès se réaliserait par l’intermédiaire d’un vasistas sur la toiture du collatéral du même côté.

#### Niveau de la crypte

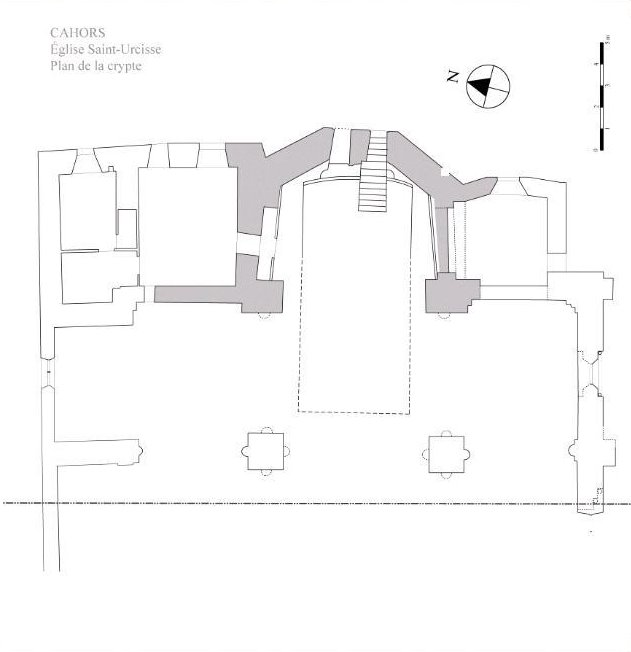
Plan de la crypte de Saint-Urcisse de Cahors.

Depuis la grande crue du Lot du 9 mars 1927 qui conduisit à l’effondrement partiel de sa voûte, la crypte, située juste au-dessous du chœur et de la dernière travée du vaisseau central, était condamnée jusqu’aux interventions archéologiques de 1993, grâce auxquelles son accès et son extrémité est furent dégagés. Mais, la plupart de la crypte reste encore comblée de remblais.
On accède à la crypte de la cour de la sacristie, un premier escalier en pierre de taille mène à la porte aménagée dans la maçonnerie du pan axial de l’abside. Depuis le seuil, un second escalier à douze marches aboutit à la salle de la crypte voûtée en berceau. Pour la partie dégagée, il s’agit d’un berceau en plein cintre. La maçonnerie de l’extrémité orientale de la salle montre en plan une légère courbure au lieu d’un mur droit. Les parois latérales semblent parallèles, d’après leur partie visible.
En attendant le futur déblayage, la description de la crypte de Daymard peut nous donner une idée complémentaire. « Elle a une longueur Est-Ouest de 11 mètres, une largeur de 5 mètres et une hauteur sous-clef de 3 mètres. La voûte, en berceau, paraît avoir été faite en deux parties à peu près égales, celle de l’est, en plein cintre, celle de l’ouest, avec une courbe un peu brisée. Dans l’angle nord-ouest est l’escalier qui conduisait dans l’église supérieure et s’ouvrait à côté du pilier qui est en face de la chaire ».

## Sculpture

### Chapiteaux du collatéral sud
Parmi les chapiteaux du collatéral sud et des grandes arcades correspondantes, essentiellement du style roman tardif, nous pouvons distinguer deux groupes. Le premier groupe rassemble les trois chapiteaux du deuxième pilier et le chapiteau de la colonne qui se termine en culot. Ils sont tous historiés, et leur iconographie est assez classique : Vierge à l’Enfant, Adam et Ève, Baptême du Christ et Crucifixion. Le passage du cylindre au carré des corbeilles se montre assez insensible. Les angles de celles-ci sont peu prononcés. Des personnages y sont systématiquement placés, mais ils ne nuisent guère à la continuité en frise de la représentation. En tant qu’encadrement de la scène centrale, ils assurent par contre la continuité entre les différentes faces. 
Les autres chapiteaux des deux dernières travées, ainsi que ceux des colonnes qui portent le doubleau entre les deux premières travées, constituent le deuxième groupe. Il s’agit des chapiteaux ornementaux à feuillages stylisés : feuilles engainantes, tiges à boules volumineuses et palmettes digitées. Un même sens du volume et de la composition, les rapprochements que l’on peut faire entre la tête du chapiteau (avec le touret) et le premier groupe de chapiteaux permettent d’attribuer ces chapiteaux ornementaux au sculpteur des chapiteaux historiés précédemment présentés.
Le chapiteau de la face ouest du premier pilier n’appartient pas strictement à la catégorie précédente. Il essaie de copier des palmettes du chapiteau à tête féminine, mais il n’existe pas de boules à l’extrémité de leurs nervures digitées. De plus, un abaque supplémentaire vient s’insérer entre la corbeille et le tailloir. Ces différences de composition et de traitement suffisent à traduire un esprit complètement différent, c’est-à-dire l’intervention d’un autre sculpteur, qui confirment par ailleurs la rupture de construction. Le chapiteau du revers de la façade, quant à lui, est encore plus loin de l’esprit roman tardif. Aux angles de sa corbeille compressée se manifestent deux feuilles, sculptées d’une manière assez naturaliste, dans un esprit plus proche des chapiteaux du collatéral nord.
Enfin, il reste encore la tête sculptée du culot. En dépit de son état altéré, le traitement plastique de cette sculpture – yeux en amande soulignés d’un double trait, pupille non creusée, arcade sourcilière, front et nez constituant un même plan, etc. –  conduit à la classer dans le premier groupe.

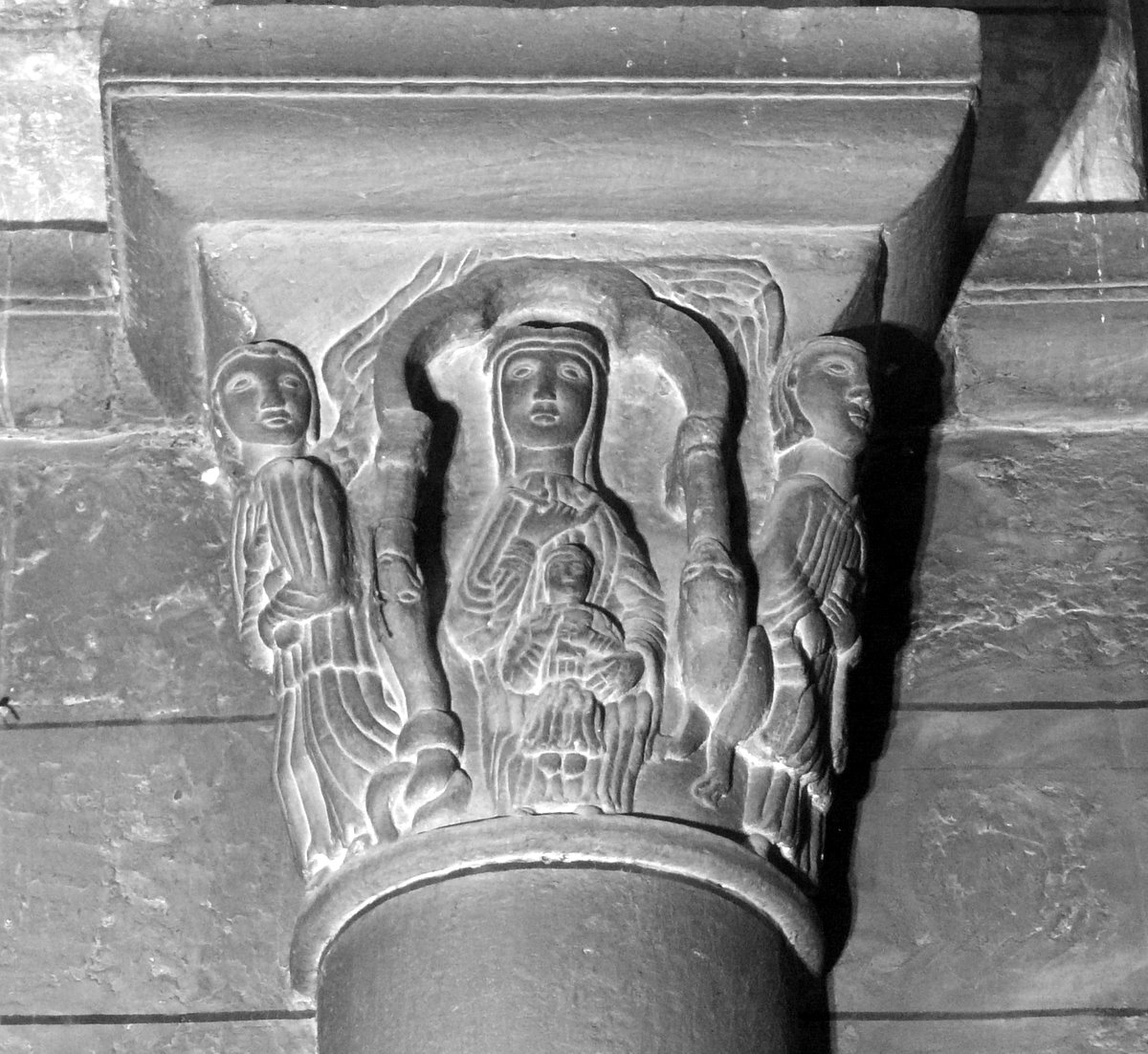
Vierge à l'Enfant.
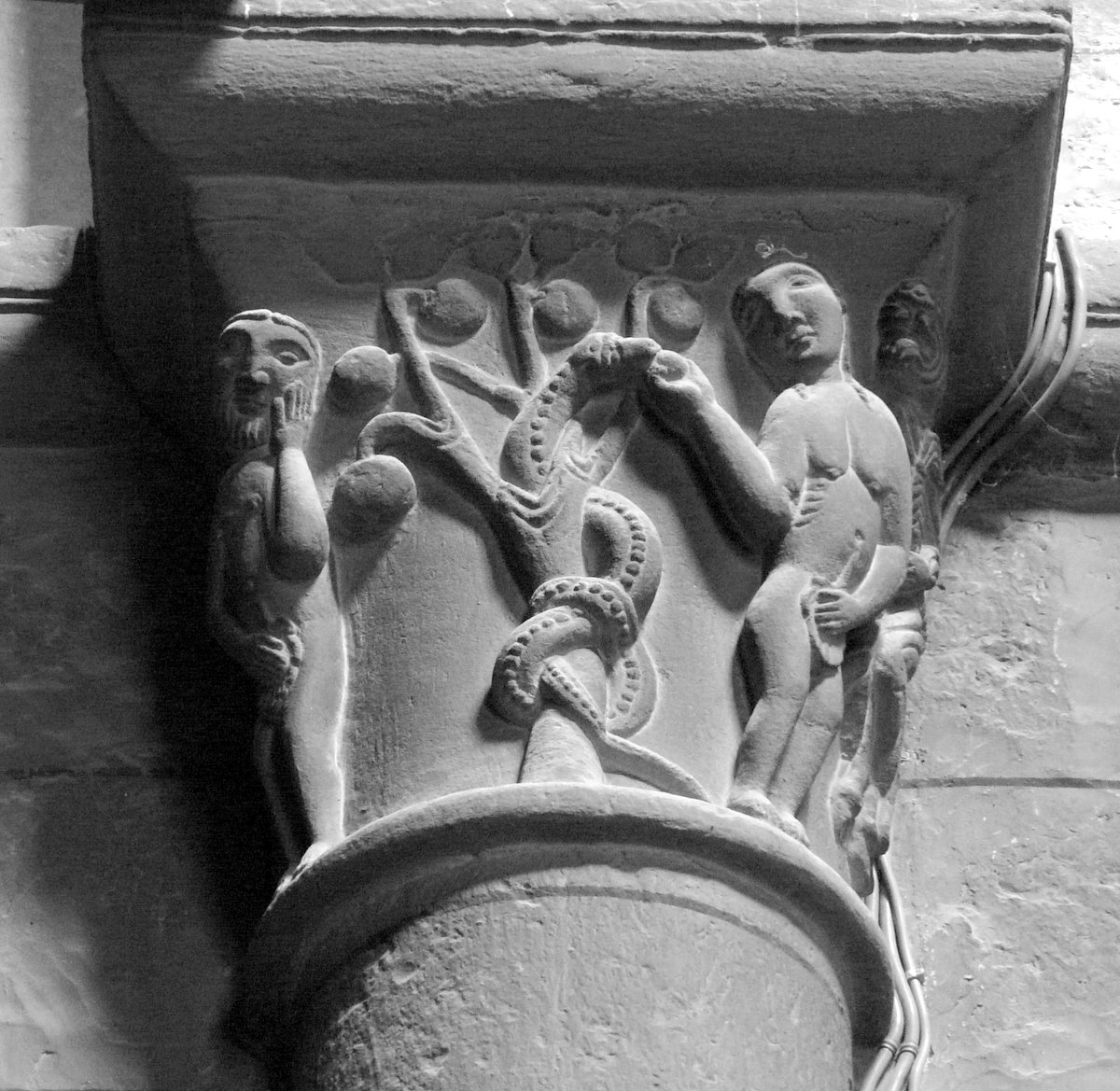
Adam et Eve.
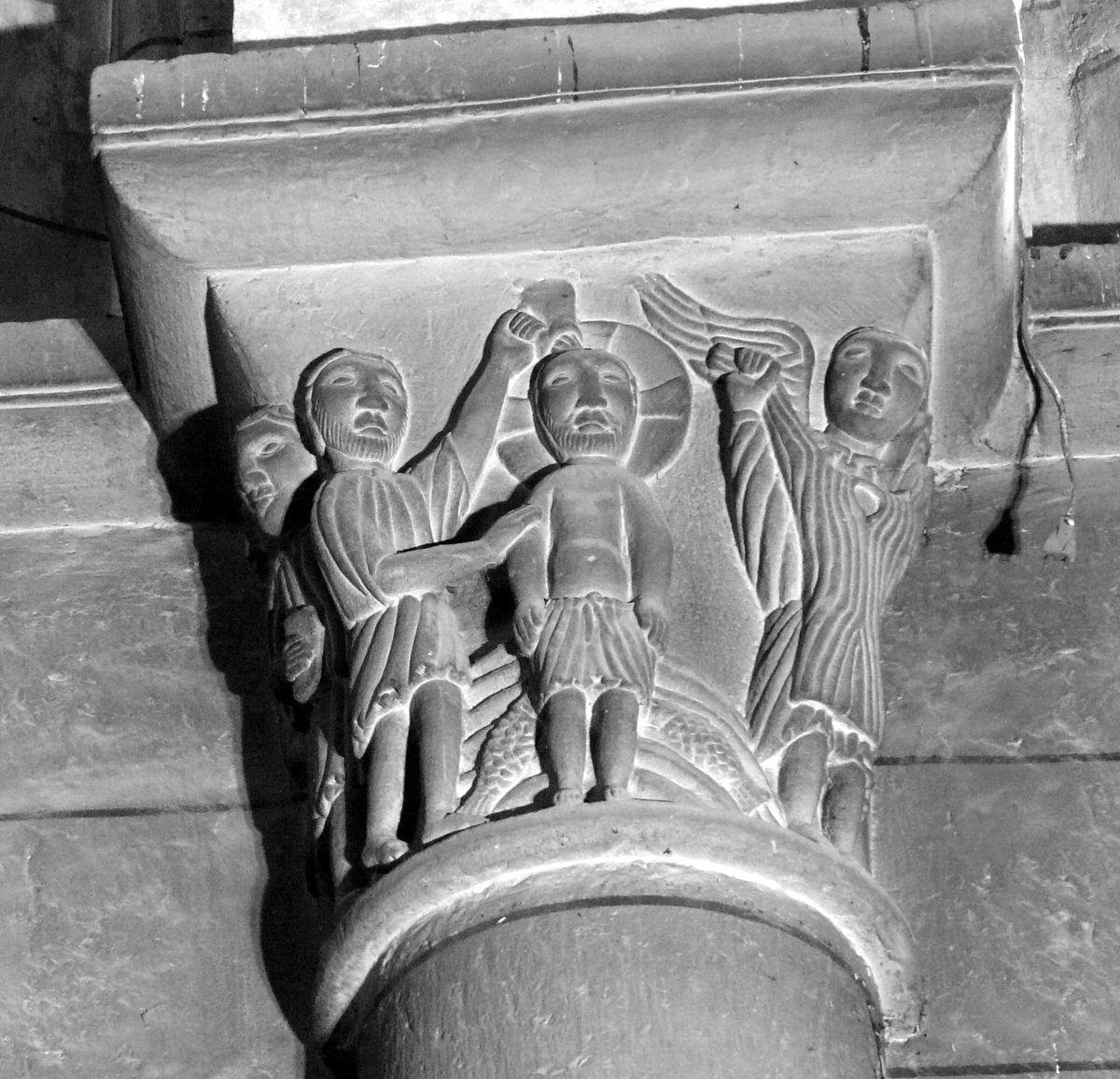
Baptême du Christ.
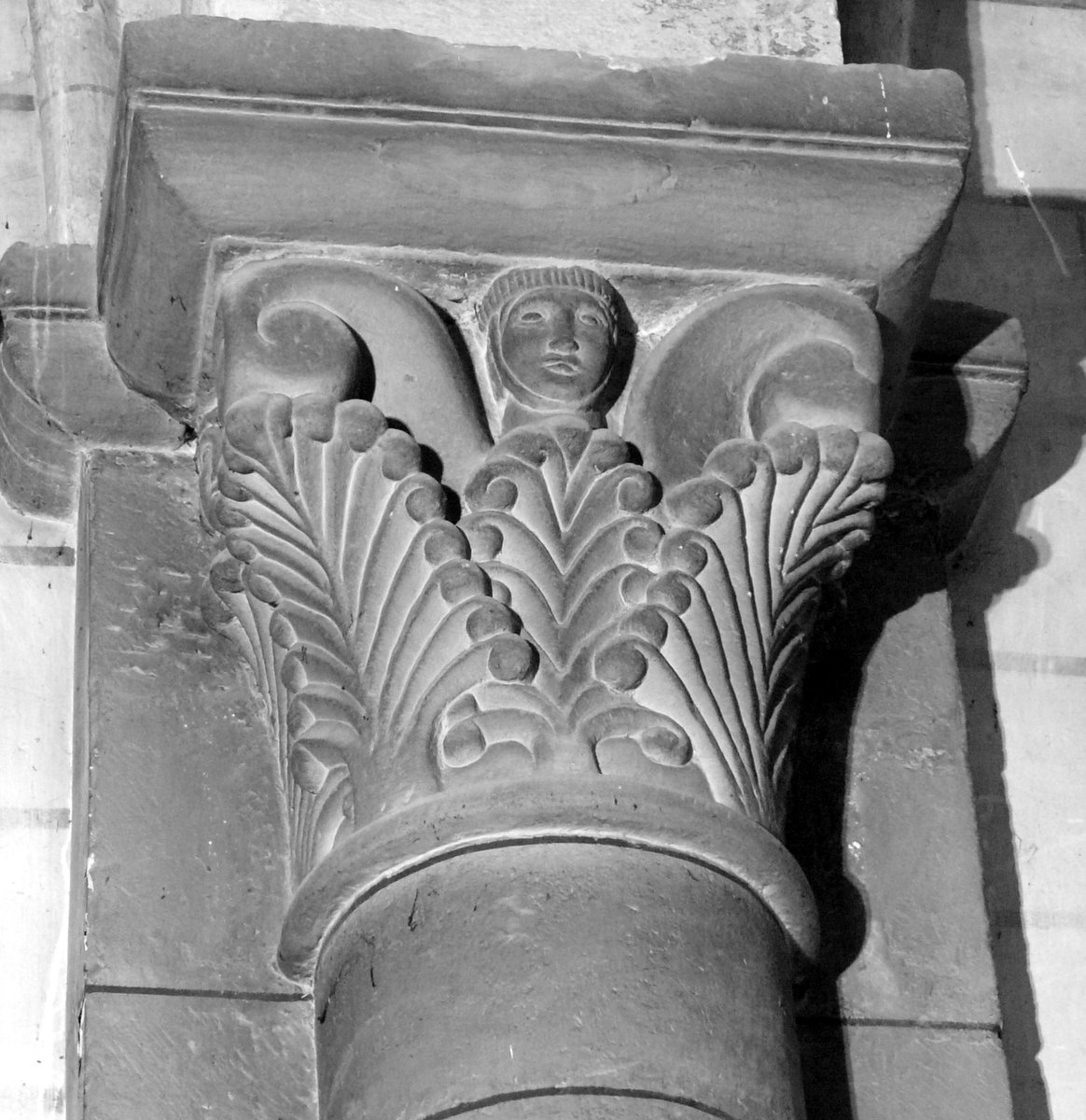
Femme coiffée d'un touret.

### Chapiteaux du collatéral nord
Les chapiteaux du collatéral nord et des grandes arcades correspondantes traduisent un vocabulaire véritablement gothique. La plupart d’entre eux présente des corbeilles à échine circulaire sur lesquelles sont plaquées des feuillages naturalistes. On y distingue des feuilles de figuier, de chêne et de vigne, etc. Parmi ce groupe de chapiteaux, ceux de la grande arcade de la première travée, en particulier celui du revers de la façade, se différencient des autres. Orné de vigne semée de grappes de raisin, le chapiteau du revers de la façade est dépourvu d’échine, sa représentation s’étale indifféremment sur toute la surface de la corbeille, alors que pour les autres chapiteaux, sous les angles de l’abaque se trouvent des feuilles de tailles plus importantes encadrant celles du milieu, ou des crochets portant des fleurons.
La colonne terminée en culot à l’entrée nord du chœur est surmontée d’un chapiteau historié de la Vierge à l’Enfant, sa corbeille est bien plus haute que celle des chapiteaux à feuillages. Plus précisément, il s’agit d’une représentation de la Vierge de la Chandeleur. Assise, la Vierge couronnée porte l’Enfant debout dans le bras gauche, mais d’une manière complètement irréaliste, car l’Enfant se trouve en fait dans un vide. La position verticale de l’Enfant debout a une connotation particulière, celle de la Présentation de Jésus au Temple. De part et d’autre, deux anges placés aux angles de la face centrale, debout et venant des petites faces, encadrent la Vierge et tiennent un cierge qui suppose la présence de lumière pour la mise en scène de la Présentation ; dans un registre bas, deux autres anges, agenouillés, soulèvent une toile drapée sur laquelle posent les pieds de la Vierge et soulignent ainsi un mouvement vers le haut. Sur les faces latérales sont représentés un homme barbu d’un côté et une femme avec un enfant de l’autre, ils se trouvent directement sur les drapés des tuniques des anges inférieurs. Peut-être s’agit-il de la famille des donateurs.

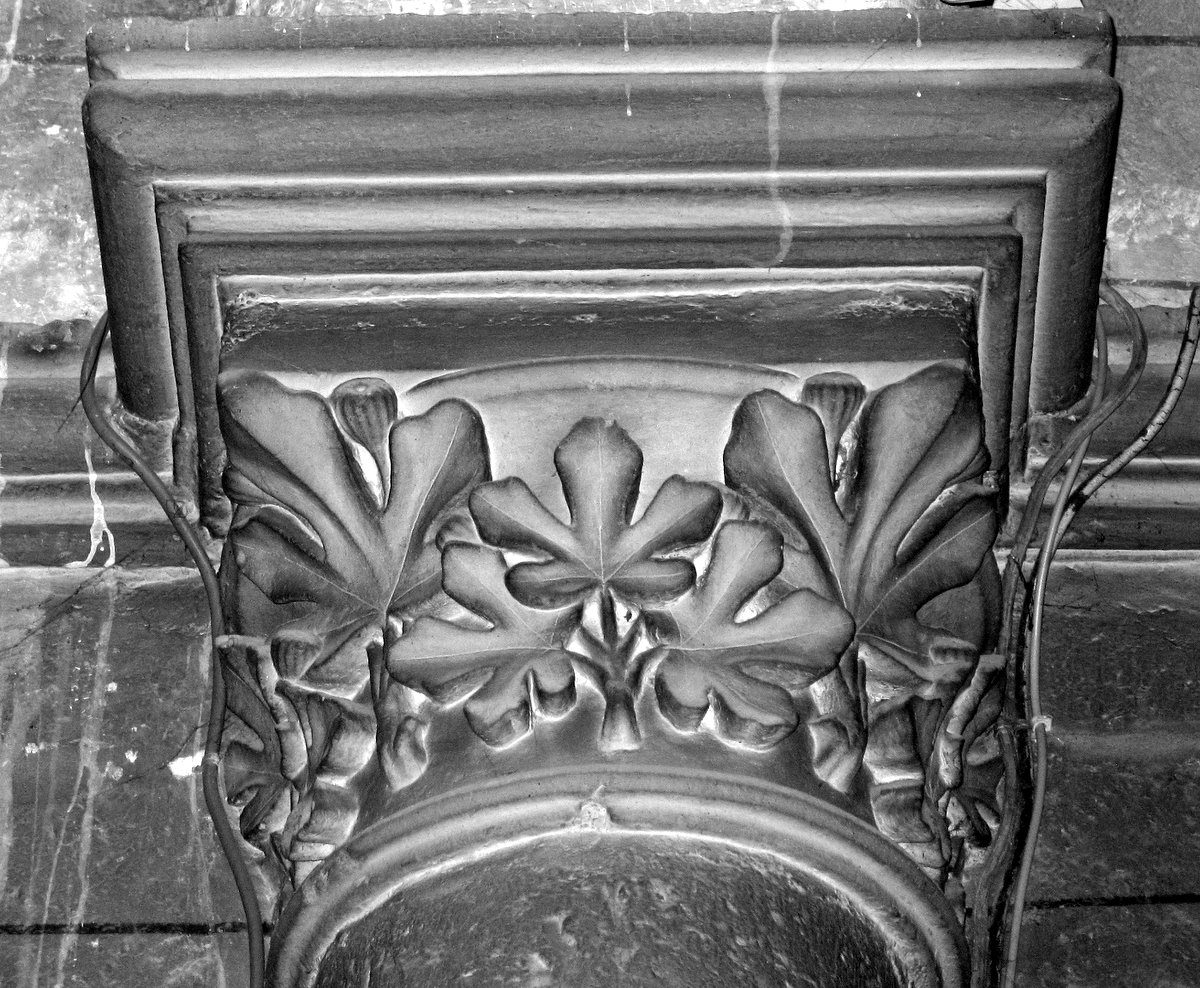
Feuillage 1.
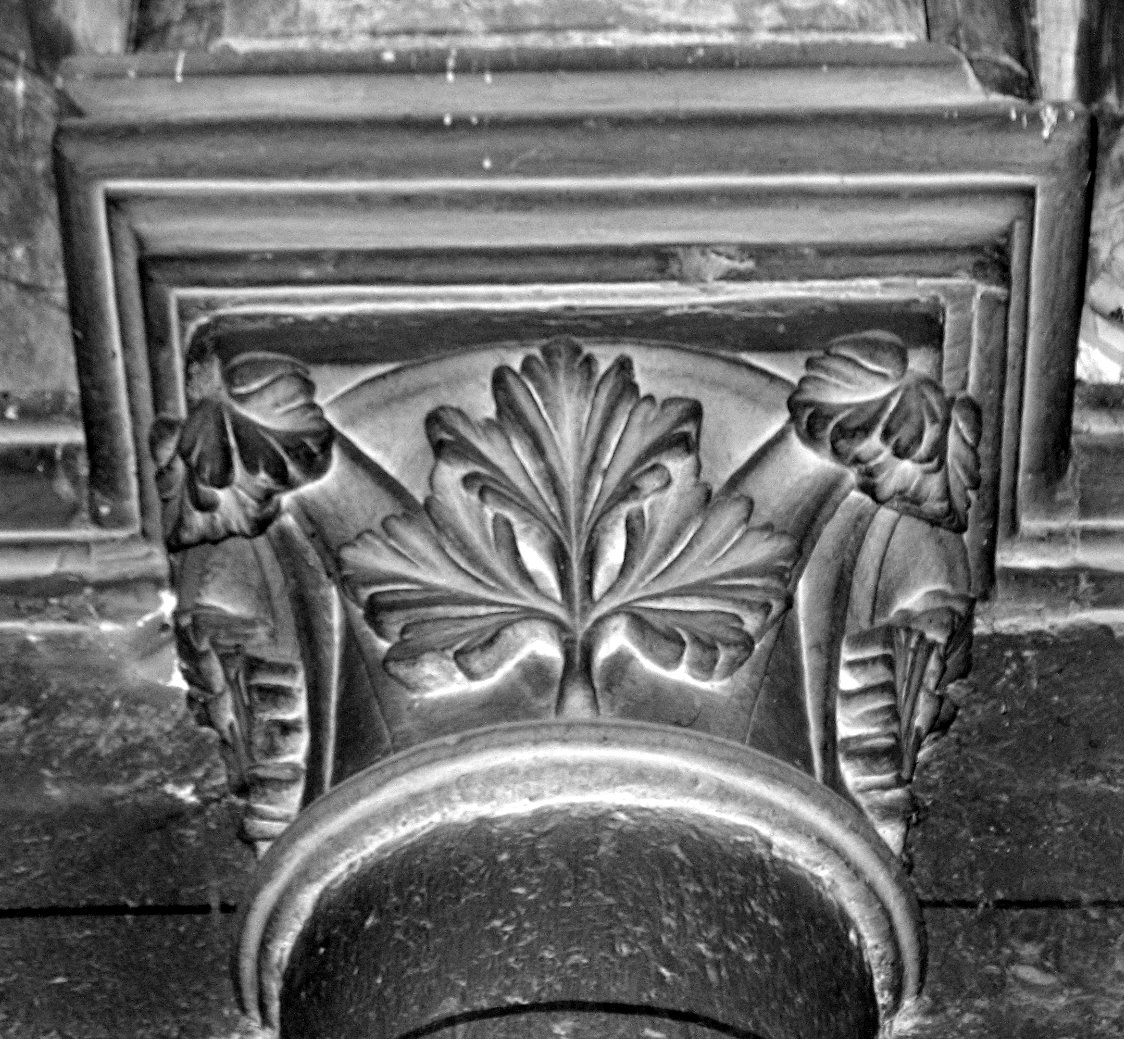
Feuillage 2.
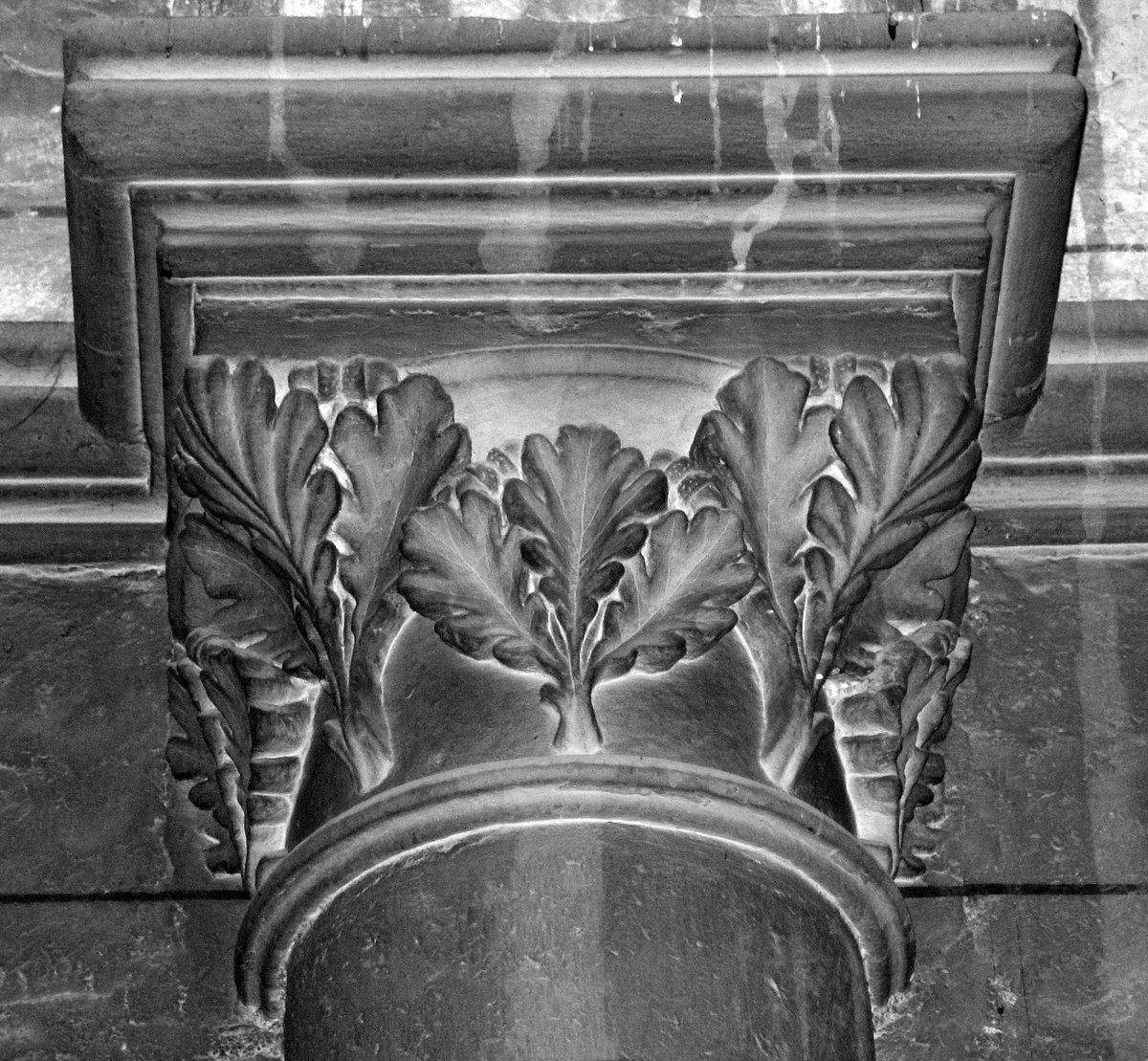
Feuillage 3.
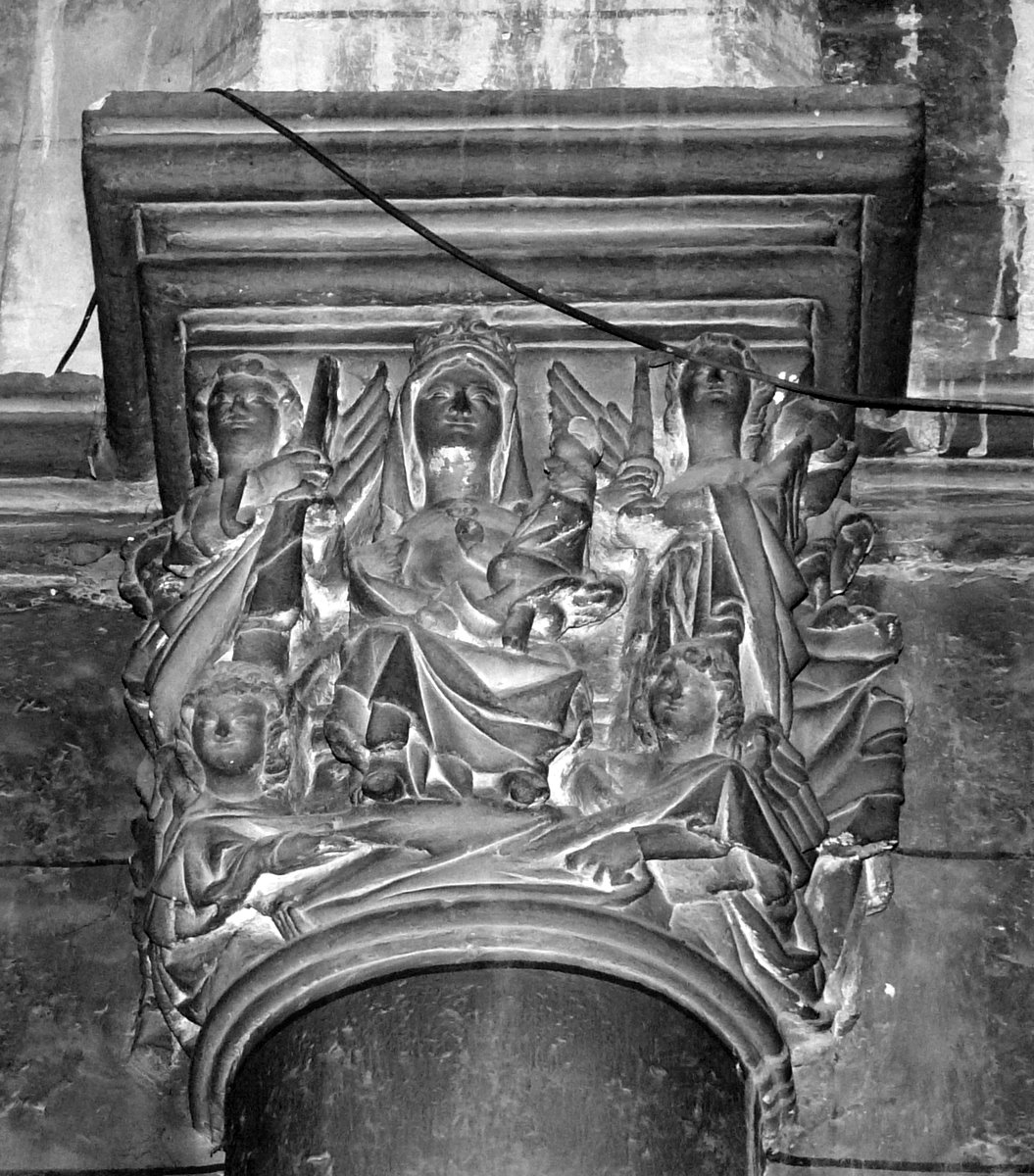
Vierge de la Chandeleur.